# Brevet de cyclotourisme national
Pour les articles homonymes, voir BCN.
Le brevet de cyclotourisme national (BCN) est un brevet proposé par la Fédération française de cyclotourisme.

## Présentation
Il consiste à se rendre sur un site touristique par département pour arriver à connaître la France entière dans toute sa diversité géographique et culturelle. Les sites sont des BPF (Brevet des provinces françaises) : il en existe six par département mais il suffit d'un seul. Ce brevet, réservé aux licenciés de la FFCT est basé sur la simple justification par l'apposition d'un tampon reprenant le nom du site sur une carte de route (à commander à la FFCT).